# John Manners, II duca di Rutland
John Manners, II duca di Rutland (18 settembre 1676 – 22 febbraio 1721), è stato un nobile inglese.

## Biografia
Era l'unico figlio maschio di John Manners, I duca di Rutland, e della sua terza moglie Catherine Wriothesley Noel, figlia di Baptist Noel, III visconte Campden.

## Carriera
Manners fu membro del Parlamento per il Derbyshire alle prime elezioni generali del 1701.Nello stesso anno divenne deputato per il Leicestershire alle seconde elezioni generali del 1701. Alle elezioni generali del 1705 fu deputato per Grantham. Fu commissario per l'Unione con la Scozia nel 1706. Fu di nuovo deputato per Grantham alle elezioni generali del 1708.
Succedette a suo padre come duca di Rutland il 10 gennaio 1711 e lasciò i suoi seggi alla Camera dei Comuni. Fu Lord luogotenente di Rutland (1712-1715) e Lord luogotenente di Leicestershire (1714-1721).

## Matrimoni

### Primo Matrimonio
Sposò, il 23 agosto 1693, Catherine Russell (23 agosto 1676-30 ottobre 1711), figlia di William Russell, Lord Russell e Lady Rachel Wriothesley. Ebbero nove figli:
- John Manners, III duca di Rutland (1696-1779);
- Lord William Manners (1697-1772), sposò Corbetta Smyth, ebbero due figli;
- Lord Edward Manners;
- Lord Thomas Manners (?-1723);
- Lord Wriothesley Manners
- Lady Catherine Manners (?-18 febbraio 1780), sposò Henry Pelham, ebbero due figlie;
- Lady Elizabeth Manners (1709-22 marzo 1730), sposò John Monckton, I visconte Galway, ebbero due figli;
- Lady Rachel Manners (1723);
- Lady Frances Manners, sposò Richard Arundell, non ebbero figli.

### Secondo Matrimonio
Sposò, il 1 gennaio 1713 sposò Lucy Sherard (1685-27 ottobre 1751), figlia di Bennet Sherard, II barone Sherard. Ebbero otto figli:
- Lord Sherard Manners (1713-13 gennaio 1742);
- Lord George Manners (?-dicembre 1721);
- Lady Lucy Manners (1717-18 giugno 1788), sposò William Graham, II duca di Montrose, ebbero due figli;
- Lord James Manners (1720-1 novembre 1790);
- Lord Robert Manners (1721-31 maggio 1782), sposò Mary Digges, ebbero cinque figli;
- Lady Caroline Manners (?-10 novembre 1769), sposò in prime nozze Sir Henry Harpur, V Baronetto, ebbero tre figli, e in seconde nozze Sir Robert Burdett, IV Baronetto, non ebbero figli;
- Lord Henry Manners (?-1745);
- Lord Charles Manners (?-5 dicembre 1761);